# キング・オブ・リングエンターテイメント王座
キング・オブ・リングエンターテイメント王座は、Actwres girl'Zが管理、認定している王座。

## 歴史
2024年10月14日、ACTwrestling（Actwres girl'Z）後楽園ホール大会で行われた初代王座決定戦に勝利した茉莉が初代王者になった。

## 歴代王者
| 歴代  | 選手       | 戴冠回数 | 防衛回数 | 獲得日付       | 獲得場所 （対戦相手・その他） |
| ----- | ---------- | -------- | -------- | -------------- | ----------------------------- |
| 初代  | 茉莉       | 1        | 5        | 2024年10月14日 | 後楽園ホール 水嶋さくら       |
| 第2代 | 水嶋さくら | 1        | 2        | 2025年3月16日  | 後楽園ホール 茉莉             |